# Mariupol
Mariupol (ukrajinsky Маріуполь, rusky Мариу́поль, řecky Μαριούπολις), v letech 1948–1989 Ždanov, je přístavní a průmyslové město na severním pobřeží Azovského moře, resp. Taganrožského zálivu, při ústí řeky Kalmius v Doněcké oblasti na jihovýchodní Ukrajině, asi 120 km jižně od Doněcku a 50 km západně od hranic s Ruskem. V roce 2017 zde žilo přibližně 420 tisíc obyvatel, šlo tedy o 10. největší město na Ukrajině a 2. největší město v Doněcké oblasti.
Během ruské invaze na Ukrajinu bylo město těžce bombardováno a zdevastováno – byla zničena nebo poškozena naprostá většina obytných budov, škol, univerzit nebo nemocnic. Ve městě během invaze podle odhadů zahynulo až 100.000 lidí. V roce 2022 získalo čestný titul Město-hrdina Ukrajiny.
Během prvních dní invaze zde ukrajinský fotograf a kameraman Mstyslav Černov s kolegy natáčel záběry, ze kterých vznikl dokument 20 dní v Mariupolu. V roce 2024 film získal Oscara.

## Dějiny a kultura

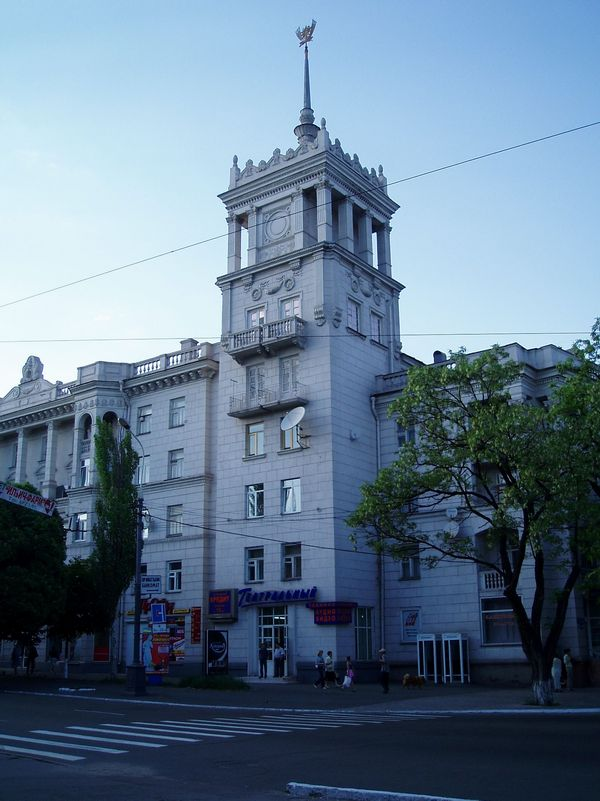
„Dům se špicí“, jeden ze dvou protějškových obytných věžových domů z roku 1953, patří k symbolům města

Oblast, kde leží Mariupol, se až do 18. století nazývala Divoká pole. Tatarské nájezdy z Krymského chanátu bránily trvalému osídlení pobřeží. Samotné město bylo založené ruskou carevnou Kateřinou Velikou a ruským knížetem Grigorijem Potěmkinem mezi lety 1770 a 1780, na počest Marie Fjodorovny, manželky budoucího cara Pavla I. Po vítězné válce s Tureckem a porážce Krymského chanátu mohla být oblast osídlená a nově vzniklé město spadalo pod Jekatěrinoslavskou gubernii v rámci carského Ruska. V těchto letech také do oblasti ruská vláda přesídlila krymské Řeky. Město je od svého založení tradičně ruskojazyčné. V roce 1778 mu byla udělena městská práva carevnou Kateřinou.
Během krymské války bylo město značně poškozeno. Anglo-francouzská blokáda zastavila námořní obchod a 24. května 1855 se ve městě vylodily anglo-francouzské jednotky, které vypálily několik domů a zničily přístavní skladiště.
Velký rozvoj nastal po roce 1870 s příchodem železnice; tehdy vznikly velké železárny a další průmyslové podniky během industrializace Novoruska.
Ve městě působilo Doněcké akademické oblastní činoherní divadlo založené roku 1878 jako první v regionu, dále pak mnoho kin, kulturních domů a několik muzeí. Bylo zde 11 kostelů Ukrajinské pravoslavné církve (Moskevský patriarchát) a 3 kostely Ukrajinské pravoslavné církve Kyjevského patriarchátu. Od roku 1926 se ve městě rozvíjelo lázeňství.
Během druhé světové války bylo město od 8. října 1941 do 10. září 1943 okupováno německou armádou. Během dvou let okupace bylo ve městě zastřeleno asi 10 tisíc lidí a 50 tisíc mladých lidí bylo odvezeno na nucené práce do Německa.
V letech 1948–1989 neslo město název Ždanov na počest sovětského politika Andreje Ždanova, který se zde v roce 1896 narodil. Na konci 20. století přišla do města ekonomická recese, která přinesla znatelný pokles obyvatelstva. Od června do října 2014 byl Mariupol správním centrem Doněcké oblasti namísto Doněcku ovládaného separatisty.
Dne 24. ledna 2015 zahájili proruští povstalci ofenzívu raketovým útokem, který si podle ukrajinských úřadů vyžádal nejméně 30 mrtvých a 97 zraněných. V reakci na to byla zahájena protiofenzíva, která měla zabránit nebo alespoň ztížit obnovení útoků na civilní cíle. Tato protiofenzíva byla z velké části vedena polovojenským Azovským plukem a skončila obsazením taktických pozic severovýchodně od Mariupolu a v lokalitě Šyrokyne.

## Ruská agrese 2017–2022
Prvního ledna roku 2017 ruská tisková agentura TASS mylně tvrdila, že ukrajinské vojenské síly zahájily dělostřeleckou palbu na Doněckou lidovou republiku při cestě ukrajinského prezidenta Petra Porošenka a amerického senátora Johna McCaina do Mariupolu. Když byl v květnu 2018 otevřen tzv. Krymský most, spojující v Kerčském průlivu Rusko s jím anektovaným Krymem, byla tak překlenuta námořní cesta k ukrajinským přístavům na pobřeží Azovského moře, včetně Mariupolu. Nákladní lodi do nich směřující se ocitly pod kontrolou ruských úřadů, což vedlo k dlouhým zpožděním, která se někdy protáhla až na týden. 26. října 2018 oznámil The Globe and Mail omezení ukrajinské lodní dopravy z takto postižených přístavů v Azovském moři (včetně Mariupolu) asi o 25 %.
Na konci září 2018 odpluly dvě lodi ukrajinského námořnictva z černomořského přístavu Oděsa, minuly Krymský most a dorazily do Mariupolu. Ale 25. listopadu 2018 byla tři plavidla ukrajinského námořnictva zajata ruskou bezpečnostní službou FSB během incidentu v Kerčském průlivu.
Po ruské invazi na Ukrajinu v únoru 2022 se Mariupol stal strategickým cílem pro ruské a proruské síly. Od 24. února bylo město v obležení a ostřelování. Podle Human Rights Watch neměli obyvatelé Mariupolu od 2. března 2022 přístup k elektřině a vodě. Město oznámilo, že byly v bojích zabity stovky civilistů. Podle ukrajinských zdrojů zemřela 8. března v troskách svého domu šestiletá dívka na dehydrataci. Její matka zemřela již dříve v důsledku ostřelování. Dne 9. března 2022 byla bombardována dětská a porodnická klinika ve městě a útok byl mezinárodně odsouzen. Podle odhadů šéfa doněcké oblastní vojenské správy zemřelo v Mariupolu během blokády až 22 tisíc lidí.
V pátek 14. října 2022 se poklonil památce obránců Mariupolu u památníku obětí v Kyjevě ukrajinský prezident Volodymyr Zelenskyj.

## Rusifikace a obnova od roku 2022
Podle YouTube kanálu Videos from Mariupol (etnický Rus z Mariupolu podporující ruskou invazi) prochází město rozsáhlou obnovou, pravděpodobně s cílem zakrýt těžké boje a ukrajinský odpor z jara 2022. Větší vzdálenost od fronty také přispívá k jistotě investic oproti například Doněcku nebo Lysyčansku.[zdroj?]
Součástí investic je nová čtvrť pro lidi, kteří ztratili svůj domov při obléhání, oprava méně poškozených budov, výstavba námořní školy nebo obnova zničeného divadla. Slévárny Azovstal mají být zdemolovány a nahrazeny technoparkem a volnočasovou zónou, ještě větší slévárny Illič a strojírny Azovmaš mají obnovit provoz. Ve městě jsou všudypřítomné prvky ruské propagandy, ačkoliv byl obnoven i památník Tarasa Ševčenka.
Na rekonstrukci města a výstavbě nových budov se podílí rovněž některé společnosti z Německa. V nových domech se nicméně podle výpovědí místních obyvatelů objevily praskliny či nedovírající dveře. Podle některých médií však město připomíná spíše kulisu a ke skutečné obnově města příliš nedochází.

## Obyvatelstvo
Od konce 20. století, kdy obyvatelstvo Mariupolu přesáhlo půlmilionovou hranici, počet obyvatel mírně klesá. Následující tabulka podává přehled vývoje počtu obyvatel od roku 1778:
| Rok            | 1778 | 1850  | 1897   | 1913   | 1939    | 1943   | 1959    | 1987    | 2010    | 2014    | 2017    | 2022    |
| Počet obyvatel | 168  | 4 579 | 31 800 | 58 000 | 221 500 | 85 000 | 283 600 | 529 000 | 490 063 | 458 533 | 449 498 | 425 681 |

Podle údajů z května 2023 v Mariupolu zůstalo asi 120.000 z původních obyvatel. Do města se přistěhovalo asi 50.000 Rusů z Moskvy, Petrohradu i dalších ruských měst.

### Národnostní a jazykové složení (2002)
| Národnost  | Počet příslušníků | Podíl (%) |
| ---------- | ----------------- | --------- |
| Ukrajinci  | 248 683           | 48,7      |
| Rusové     | 226 848           | 44,4      |
| Řekové     | 21 923            | 4,3       |
| Bělorusové | 3 858             | 0,8       |
| Arméni     | 1 205             | 0,2       |
| Židé       | 1 176             | 0,2       |
| Bulhaři    | 1 082             | 0,2       |
| ostatní    | 6 060             | 1,2       |

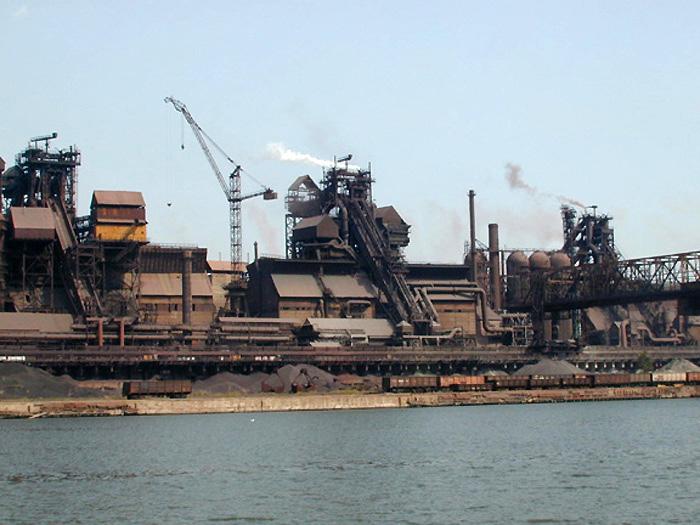
Slévárny Azovstal

Nejrozšířenějším jazykem je ruština, kterou hovoří 89,6 % obyvatel; následuje ukrajinština (9,9 %; většinou však jde o tzv. suržyk). Většina místních Řeků ovládá pontickou řečtinu, ovšem v běžném styku hovoří zpravidla rusky. Ve městě a okolí žije přes 31 000 (60 %) ukrajinských Řeků a tvoří zde největší řeckou komunitu v zemi.

## Památky
- Katedrála archanděla Michaela
- Chrám Pokrovu přesvaté Bohorodice

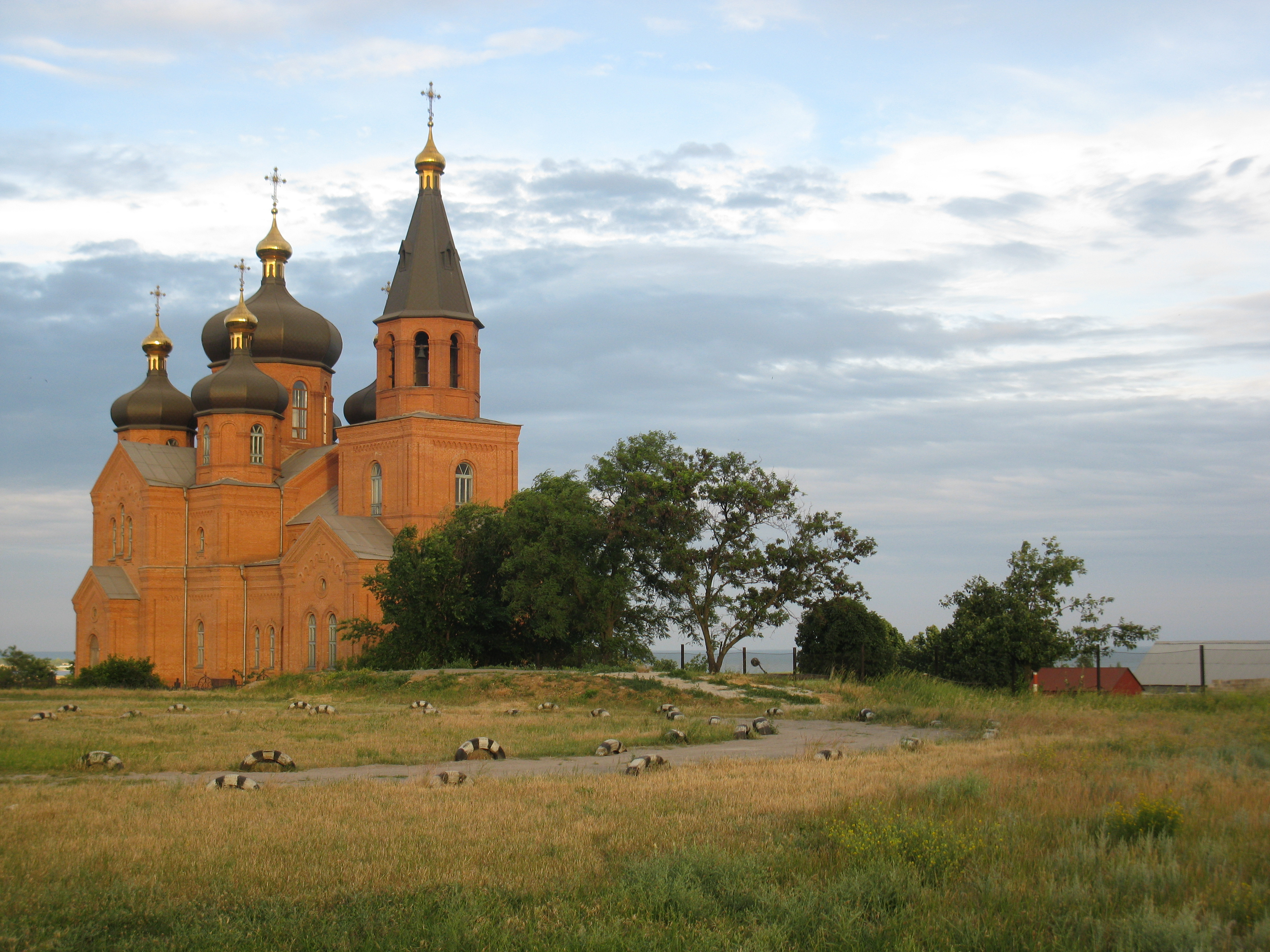
Chrám archanděla Michaela (2010)

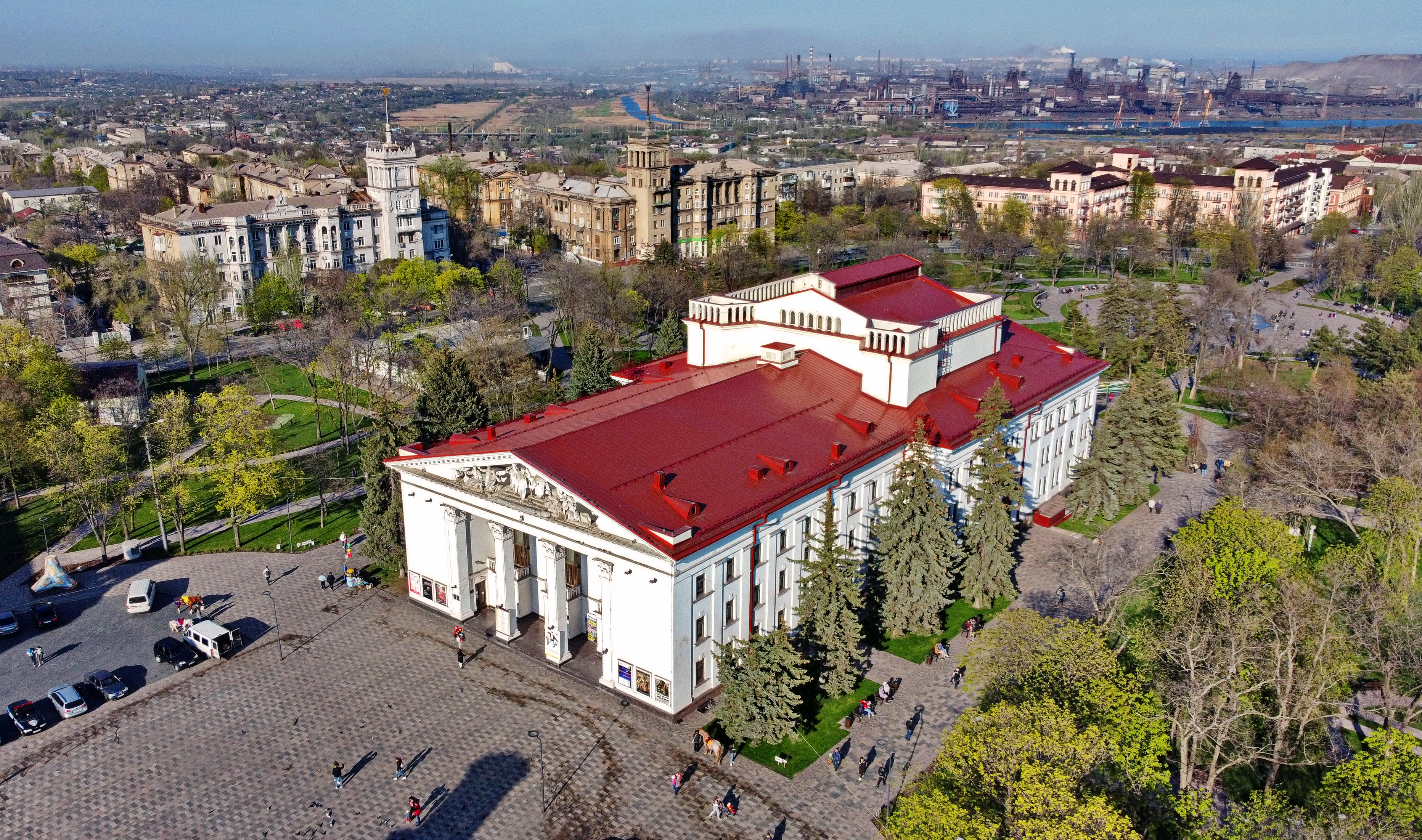
Doněcké akademické oblastní činoherní divadlo a centrum města (2019)

- Chorální synagoga z roku 1864, největší v Doněcké oblasti – ve 30. letech 20. století proměněna v tělocvičnu, v letech 1941–1943 německý lazaret, v roce 1944 vypálena, ruina budovy v roce 2019 stála
- Věž vodárny – jeden ze symbolů města (foto v infoboxu)
- Doněcké akademické oblastní činoherní divadlo, neoklasicistní stavba z 80. let 19. století radikálně přestavěná k roku 1953, pobořená ruským bombardováním roku 2022
- Socha hutníka – symbol ocelárny
- Památník obětí hladomoru na Ukrajině z 90. let 20. století. Dne 19. října 2022 jej ruské úřady daly demontovat.[20]

## Kultura a školství
Ve městě se nachází několik hudebních škol, muzeum místní historie s výstavou obrazů Archipa Kuindži a Doněcké akademické městské divadlo. Kromě čtyř zděných pravoslavných kostelů a několika dřevěných kaplí ve městě stojí také mešita, která byla otevřena v roce 2007.

## Sport
- Ukrajinský fotbalový klub FK Mariupol, domácí zápasy hraje na stadionu Volodymyra Bojka
- Basketbalový klub BK Azovmaš Mariupol

## Průmysl a doprava
Mariupol je jedním z největších průmyslových center Donbasu, Ukrajiny i bývalého SSSR. Mariupolský průmyslový komplex produkuje 37,5 % vývozu Doněcké oblasti, resp. 7 % vývozu Ukrajiny.[zdroj?] Ve městě jsou dva velké metalurgické kombináty (Azovstal a Illičův mariupolský metalurgický kombinát) a největší strojírenský závod v zemi Azovmaš. Je zde také chemický průmysl, loděnice a další podniky.
Mariupol leží na mezinárodní silnici E58 vedoucí ze střední Evropy přes Oděsu, Berďansk, Mariupol a Taganrog do Rostova na Donu. Tato města obsluhuje převážně silniční doprava. Mariupol je konečnou stanicí železniční tratě ze stanice Volnovacha. Většina osobních vlaků pokračuje dále na Doněck a odtud například do Kyjeva či přes Charkov do Moskvy. Městskou dopravu zajišťují kromě autobusů a maršrutek také tramvaje (od roku 1933; 12 linek) a trolejbusy (od 1970; 14 linek). Mezinárodní letiště 5 km od města v roce 2007 odbavilo přes 20 000 cestujících.
V Mariupolu je důležitý námořní přístav, který v roce 2023 procházel rozsáhlou opravou, aby byly zakryty následky dobytí města. V roce 2023 bylo v přístavu odbaveno 65 nákladních lodí a objem překládky nákladu v přístavišti činil více než 142 tis. tun.
V roce 2025 byl ve městě hlášen kritický nedostatek pitné vody.

## Osobnosti
- Andrej Ždanov – sovětský politik
- Archip Ivanovič Kuindži – ukrajinský malíř řeckého původu
- Nikki Benz – kanadská pornoherečka ukrajinského původu
- Viktor Čukarin – ukrajinský gymnasta, olympijský vítěz
- Anna Zatonskych – ukrajinsko-americká šachistka